# Lázaro Somoza Silva
Lázaro Somoza y Silva (Madrid, 21 de junio de 1895-Ciudad de México, 1946), periodista y escritor español, nieto del periodista y político Lázaro Somoza Alonso.

## Biografía
Fue redactor de La Libertad de Madrid. Pertenecía al Partido Radical de Alejandro Lerroux, que abandonó por el escandaloso asunto del estraperlo para integrarse en el Partido Radical Republicano de Diego Martínez Barrio. Nunca perteneció a Izquierda Republicana, el partido de Manuel Azaña, aunque figura como tal en la relación de miembros históricos del mismo. Era el más moderado de la familia materna y en Tres días de julio de Julio Romero figura su protesta cuando, encontrándose en la redacción de La Libertad, se entera de que van a dar armas a los sindicatos: "Armarlos, sería la revolución". Al estallar la Guerra Civil era teniente de alcalde de Chamartín de la Rosa (entonces municipio) y diputado provincial de Madrid, pese a lo cual fue un hombre honesto que siempre pasó por estrecheces económicas. Durante la guerra ocupó cargos con los republicanos y, exiliado en México, adonde llegó el 13 de junio de 1939, su situación pasó a ser más que desahogada, incluso opulenta, tal vez a causa de haber sido un activo colaborador de Indalecio Prieto en el exilio.
Escribió ensayos y varias novelitas cortas, incluyendo la novela histórica El siete de julio, sobre el intento de golpe de Estado anticonstitucional y antiliberal de Fernando VII del 7 de julio de 1822, frustrado por los progresistas. Escribió además una biografía del general José Miaja, muy completa, y otra de Lope de Vega.

## Obras
- La señorita Lujuria, 1923.
- El siete de julio, Madrid: Prensa Gráfica, 1930 ("La novela política", núm. 9)
- Los ídolos caídos, Madrid: Ediciones Prensa Roja, publicado en la colección "La novela roja" núm. 35, ¿1923?.
- Las tristes rutas dolientes. Madrid: Librería: Librería y Editorial Renacimiento, S. A., "La Novela Popular", núm. 13, 1926.
- Lope de Vega: historia de un hombre apasionado, México: Ed. Nuevas, 1944.
- General Miaja (biografía de un héroe). México: Ediciones "Tyris", 1944.
- La dictadura, la juventud y la República. Valencia: Cuadernos de Cultura, 1931.

- Datos: Q16595219